# Manly P. Hall
Manly Palmer Hall (Peterborough, Ontario, 18. ožujka 1901. – Los Angeles, Kalifornija, 29. kolovoza 1990.) bio je kanadski pisac, predavač, astrolog i mistik. Tijekom svoje sedamdesetogodišnje karijere održao je tisuće predavanja i objavio više od 150 djela, među kojima se najistaknutije Tajna učenja svih vremena, izdano 1928. godine.